# 角田正紀
角田 正紀（つのだ まさのり、1949年12月9日 - ）は、日本の裁判官・検察官。法務省刑事局付検事や司法研修所教官兼司法試験考査委員・東京高等裁判所部総括判事などを歴任した。瑞宝重光章受章。

## 人物・経歴
一橋大学法学部卒業。第31期司法修習生として司法修習修了後、名古屋地方裁判所判事補、新潟地方裁判所長岡支部判事補、東京地方裁判所判事補、東京地方検察庁検事兼法務省刑事局付、京都地方裁判所判事、司法研修所教官兼法務省司法試験考査委員、東京高等裁判所判事、大阪地方裁判所部総括判事、東京地方裁判所部総括判事を経て、2011年新潟地方裁判所長。2012年東京高等裁判所部総括判事。2013年からは小川正持の異動に伴い法務省法制審議会新時代の刑事司法制度特別部会委員も務めた。2014年12月9日に定年退官後、日本大学大学院法務研究科教授。2017年には衆議院法務委員会参考人として、司法修習生の修習給付金制度創設のための裁判所法改正案への賛成意見を述べた。検察審査会情報公開・個人情報保護審査委員会委員長なども務めた。2021年 瑞宝重光章受章。

## 担当した裁判
- JT女性社員逆恨み殺人事件（1997年に発生） - 東京高裁第3刑事部（裁判長：仁田陸郎 / 陪席裁判官：下山保男）の陪席裁判官として、2000年（平成12年）2月28日に被告人の男（殺人前科あり）に死刑判決（第一審・東京地裁の無期懲役判決を破棄自判）を言い渡した[9]。同事件は2004年に死刑が確定し、2008年に死刑を執行された。
- 平野母子殺害事件（2002年に発生） - 2005年8月3日、大阪地裁の裁判長としてDNA型鑑定の結果などから被告人の刑務官に無期懲役判決（求刑：死刑）を言い渡した[10]。同事件はその後、控訴審で死刑が言い渡されたが最高裁で破棄差し戻しの判決が言い渡され、差し戻し後の一・二審で無罪判決を言い渡され確定した[11]。
- クレディ・スイス証券集団申告漏れ事件 - 即日結審により控訴を棄却し、無罪判決が確定した[12]。

## 著書
- 『裁判員制度の下における大型否認事件の審理の在り方』（共著）法曹会   2008年
- 『少年事件重要判決50選』（共著）立花書房 2010年